# Ekaterinburg Grand Slam
L'Ekaterinburg Grand Slam è un torneo internazionale di judo che si tiene annualmente a Ekaterinburg, in Russia.
Il torneo è parte del circuito IJF World Tour.

## Edizioni
Di seguito la tabella delle ultime edizioni del meeting.
| Anno | Edizione | Circuito            | Dettagli                     |
| ---- | -------- | ------------------- | ---------------------------- |
| 2017 | I        | IJF World Tour 2017 | Ekaterinburg Grand Slam 2017 |
| 2018 | II       | IJF World Tour 2018 | Ekaterinburg Grand Slam 2018 |